# Xã Chariton, Quận Appanoose, Iowa
Xã Chariton (tiếng Anh: Chariton Township) là một xã thuộc quận Appanoose, tiểu bang Iowa, Hoa Kỳ. Năm 2010, dân số của xã này là 161 người.